# Secotium czerniaievii
Secotium czerniaievii är en svampart som beskrevs av Mont. 1845. Secotium czerniaievii ingår i släktet Secotium och familjen Agaricaceae.   Inga underarter finns listade i Catalogue of Life.